# Jenny Shimizu
Jenny Lynn Shimizu (16 de junio de 1967) es una modelo y actriz estadounidense.

## Primeros años
Shimizu nació en San José, California, y se crio en Santa María.

## Carrera
Mientras trabajaba como mecánica, Shimizu fue contactada para modelar para los anuncios de la fragancia CK1 de Calvin Klein y para modelar la moda de Calvin Klein. Más tarde apareció en la campaña "American Beauty" de Banana Republic.
Se convirtió en la primera modelo asiática en desfilar para la influyente pasarela Prada y también se convirtió en la primera modelo de una minoría en abrir el desfile.
Shimizu fue una de las estrellas de Foxfire, junto a Angelina Jolie. También tuvo un papel secundario en la película Itty Bitty Titty Committee de Jamie Babbit de 2007. Shimizu apareció en la tercera temporada de la serie original de Here TV Dante's Cove.
En 2005, Shimizu apareció como invitada especial en el reality show de Tyra Banks, America's Next Top Model. Apareció en la segunda temporada de Make Me a Supermodel de Bravo TV como miembro del panel de jueces.
En 2019, Shimizu apareció en el aclamado documental House of Cardin, donde habla de la innovadora modelo de Pierre Cardin, Hiroko Matsumoto.

## Vida personal
A mediados de la década de 1990, Shimizu tuvo una relación romántica con Angelina Jolie, que Jolie confirmó en una entrevista de 1997 cuando dijo: "Me enamoré de ella el primer segundo que la vi. Probablemente me habría casado con Jenny si no me hubiera casado con mi esposo (Jonny Lee Miller)". Durante esa misma década, también tuvo una relación romántica con Madonna, que luego recordó diciendo: "Recibías una llamada telefónica que decía: 'Oye, ¿puedes verme en mi desfile de París? Estás en Europa, ¿verdad?'. Así que yo decía: 'Sí, estoy terminando Prada. Justo después de Prada tomaré un avión'. Y lo hacía. Iba a su hotel, al Ritz, como a las 4 de la mañana, tenía sexo y luego volaba de regreso a Milán".
En 2005, para protestar contra las leyes estadounidenses sobre el matrimonio homosexual, Shimizu participó en una ceremonia de boda escenificada con Rebecca Loos en el documental de Sky Power Lesbian UK (transmitido como Power Lesbians en LOGO en los EE. UU.). Las dos mantuvieron una relación durante un tiempo después.
En 2012, Shimizu conoció a Michelle Harper en una fiesta. Se casaron en agosto de 2014. 